# Suleiman Camara
Suleiman Camara Sanneh (Sant Celoni, 7 de diciembre de 2001) es un futbolista gambiano que juega como delantero en el Real Racing Club de Santander de la Segunda División de España.

## Trayectoria
Se unió a la cantera del Girona F. C. procedente del C. E. Sabadell F. C. en 2018. Fue ascendido al filial en la extinta Tercera División para la temporada 2020-21 y debutó con este el 18 de octubre de 2020 jugando los últimos minutos de una victoria por 3-0 frente a la U. E. Figueres.
Debutó con el primer equipo del Girona el 2 de diciembre de 2021 cuando entró como sustituto de Pol Lozano en la victoria por 5-1 al Calvo Sotelo Puertollano C. F. en la Copa del Rey. El siguiente 14 de diciembre volvió a tener minutos sustituyendo a Ricard Artero en una victoria por 1-0 frente a la S. D. Huesca también en Copa del Rey.
El 1 de julio de 2022 se oficializó su incorporación por la U. D. Ibiza, entonces equipo de la Segunda División. En esta categoría jugó 37 partidos en los que marcó dos goles.
El 8 de agosto de 2024 se oficializó su traspaso al Real Racing Club de Santander para las siguientes cuatro temporadas.

## Selección nacional
En octubre de 2024 hizo su debut con la selección de Gambia en un partido de clasificación para la Copa Africana de Naciones de 2025 frente a Madagascar.

## Estadísticas

### Clubes
Actualizado al último partido disputado el 15 de febrero de 2025.
| Club                         | Liga          | Temporada     | Liga  | Liga  | Copas nacionales | Copas nacionales | Copas internacionales | Copas internacionales | Total | Total |
| Club                         | Liga          | Temporada     | Part. | Goles | Part.            | Goles            | Part.                 | Goles                 | Part. | Goles |
| ---------------------------- | ------------- | ------------- | ----- | ----- | ---------------- | ---------------- | --------------------- | --------------------- | ----- | ----- |
| Girona F. C. "B" · España    | 3.ª           | 2020-21       | 25    | 1     | –                | –                | –                     | –                     | 25    | 1     |
| Girona F. C. "B" · España    | 3.ª F         | 2021-22       | 26    | 2     | –                | –                | –                     | –                     | 26    | 2     |
| Girona F. C. "B" · España    | Total club    | Total club    | 51    | 3     | 0                | 0                | 0                     | 0                     | 51    | 3     |
| Girona F. C. · España        | 2.ª           | 2021-22       | 0     | 0     | 2                | 0                | –                     | –                     | 2     | 0     |
| Girona F. C. · España        | Total club    | Total club    | 0     | 0     | 2                | 0                | 0                     | 0                     | 2     | 0     |
| U. D. Ibiza · España         | 2.ª           | 2022-23       | 37    | 2     | 2                | 1                | –                     | –                     | 39    | 3     |
| U. D. Ibiza · España         | 1.ª F         | 2023-24       | 38    | 4     | 1                | 0                | –                     | –                     | 39    | 4     |
| U. D. Ibiza · España         | Total club    | Total club    | 75    | 6     | 3                | 1                | 0                     | 0                     | 78    | 7     |
| Racing de Santander · España | 2.ª           | 2024-25       | 21    | 1     | 2                | 1                | –                     | –                     | 23    | 2     |
| Racing de Santander · España | Total club    | Total club    | 21    | 1     | 2                | 1                | 0                     | 0                     | 23    | 2     |
| Total carrera                | Total carrera | Total carrera | 147   | 10    | 7                | 2                | 0                     | 0                     | 154   | 12    |
| 1. 2.                        |               |               |       |       |                  |                  |                       |                       |       |       |

### Selecciones
Actualizado al último partido disputado el 18 de noviembre de 2024.
| Selección       | Año           | Copa África | Copa África | Mundial | Mundial | Amistosos | Amistosos | Total | Total |
| Selección       | Año           | Part.       | Goles       | Part.   | Goles   | Part.     | Goles     | Part. | Goles |
| --------------- | ------------- | ----------- | ----------- | ------- | ------- | --------- | --------- | ----- | ----- |
| Absoluta Gambia | 2024          | 2           | 0           | 0       | 0       | –         | –         | 2     | 0     |
| Absoluta Gambia | Total         | 2           | 0           | 0       | 0       | 0         | 0         | 2     | 0     |
| Total carrera   | Total carrera | 2           | 0           | 0       | 0       | 0         | 0         | 2     | 0     |
| 1.              |               |             |             |         |         |           |           |       |       |

### Resumen estadístico
Actualizado al último partido disputado el 15 de febrero de 2025.
| Competición         | Partidos | Goles |
| ------------------- | -------- | ----- |
| Liga                | 147      | 10    |
| Copas nacionales    | 7        | 2     |
| Selección de Gambia | 2        | 0     |
| Total               | 156      | 12    |